# International Astronautical Federation
A International Astronautical Federation é uma organização internacional de defesa dos interesses espaciais sediada em Paris, e fundada em 1951 como uma organização não governamental. 
Ela possui 246 membros de 58 países ao redor do Mundo. Esses membros incluem: agências espaciais, indústrias, associações profissionais, organizações governamentais e sociedades de pesquisa. Ela está ligada à International Academy of Astronautics (IAA) e ao International Institute of Space Law (IISL) com o qual organiza o evento anual: International Astronautical Congress (IAC).
O evento IAC para 2014 está planejado para Toronto, no Canadá com o tema: "The World Needs Space".